# Hannibal (série télévisée)
Pour les articles homonymes, voir Hannibal (homonymie).
Hannibal est une série télévisée américaine comptant 39 épisodes de 43 minutes chacun et  développée par Bryan Fuller, d'après les personnages créés par Thomas Harris, et diffusée entre le 4 avril 2013 et le 29 août 2015 sur le réseau NBC aux États-Unis et en simultané sur Citytv au Canada. La série est un prélude du roman Dragon rouge et raconte la rencontre entre Will Graham (Hugh Dancy), profileur de grand talent mais psychologiquement instable, consultant pour le FBI, et le psychiatre Hannibal Lecter (Mads Mikkelsen), fin analyste qui cache un tueur en série psychopathe et cannibale.
En France et en Suisse, la série est diffusée à partir du 25 septembre 2013 sur Canal+ Séries, ainsi que sur Netflix à compter du lancement du site ; et au Québec, à partir du 6 janvier 2014 sur Addik. Elle reste néanmoins inédite dans les autres pays francophones.
La série a eu un succès critique important, tant par les prestations des acteurs principaux que par le style visuel très particulier de la série. Les deux premières saisons ont été récompensées par le Saturn Awards de la meilleure série diffusée sur les réseaux nationaux, ainsi que par celui du meilleur acteur de télévision (Mads Mikkelsen en 2014 et Hugh Dancy en 2015). Laurence Fishburne a également gagné le Saturn Award du meilleur acteur dans un second rôle pour la deuxième saison. La troisième saison a également gagné le Saturn Award de la meilleure série télévisée d'action/thriller, tandis que Richard Armitage a gagné à son tour le Saturn Award du meilleur acteur de télévision dans un second rôle.

## Synopsis
Will Graham, professeur en criminologie à l'académie du FBI mais n'ayant pas le statut d'Agent Spécial (il a échoué aux tests psychologiques), est recruté par Jack Crawford, chef de la Division des Sciences Comportementales, qui souhaite utiliser son « talent » sur une enquête problématique. Graham souffre en effet d'une forme d'empathie extrême qui lui permet de « se mettre dans la peau » de n'importe quel sujet, de ressentir ses émotions et de comprendre son raisonnement. Cependant, ce don est très lourd à assumer psychologiquement et le condamne à une existence asociale.
Will, ne bénéficiant pas du statut d'Agent Spécial, doit obtenir l'approbation d'un psychiatre pour intervenir sur le terrain. Son suivi est donc confié au Dr Hannibal Lecter par Jack Crawford, qui souhaite garder cette collaboration discrète en évitant de faire appel à un psychologue du FBI. Il est alors loin de se douter que ce fin gastronome aux manières impeccables est en fait le meurtrier le plus recherché de Baltimore. Hannibal Lecter tente alors de briser la santé mentale fragile de Will, pour faire également de lui un meurtrier. 

## Distribution

### Acteurs principaux
- Hugh Dancy (VF : Sébastien Desjours) : l'agent spécial Will Graham
- Mads Mikkelsen (VF : Yann Guillemot) : Dr Hannibal Lecter
- Caroline Dhavernas (VF : Stéphanie Hédin) : Dr Alana Bloom
- Laurence Fishburne (VF : Paul Borne) : l'agent spécial Jack Crawford
- Hettienne Park (VF : Patricia Piazza) : Beverly Katz (saisons 1 et 2)
- Gillian Anderson (VF : Caroline Beaune (saisons 1 et 2) puis Danièle Douet (saison 3)) : Dr Bedelia Du Maurier (récurrente saisons 1 et 2, principale saison 3)
- Aaron Abrams (VF : Laurent Larcher) : Brian Zeller (récurrent saison 1 et 2, principal saison 3)
- Scott Thompson (VF : Pierre Laurent) : Jimmy Price (récurrent saison 1 et 2, principal saison 3)

Photos des acteurs principaux
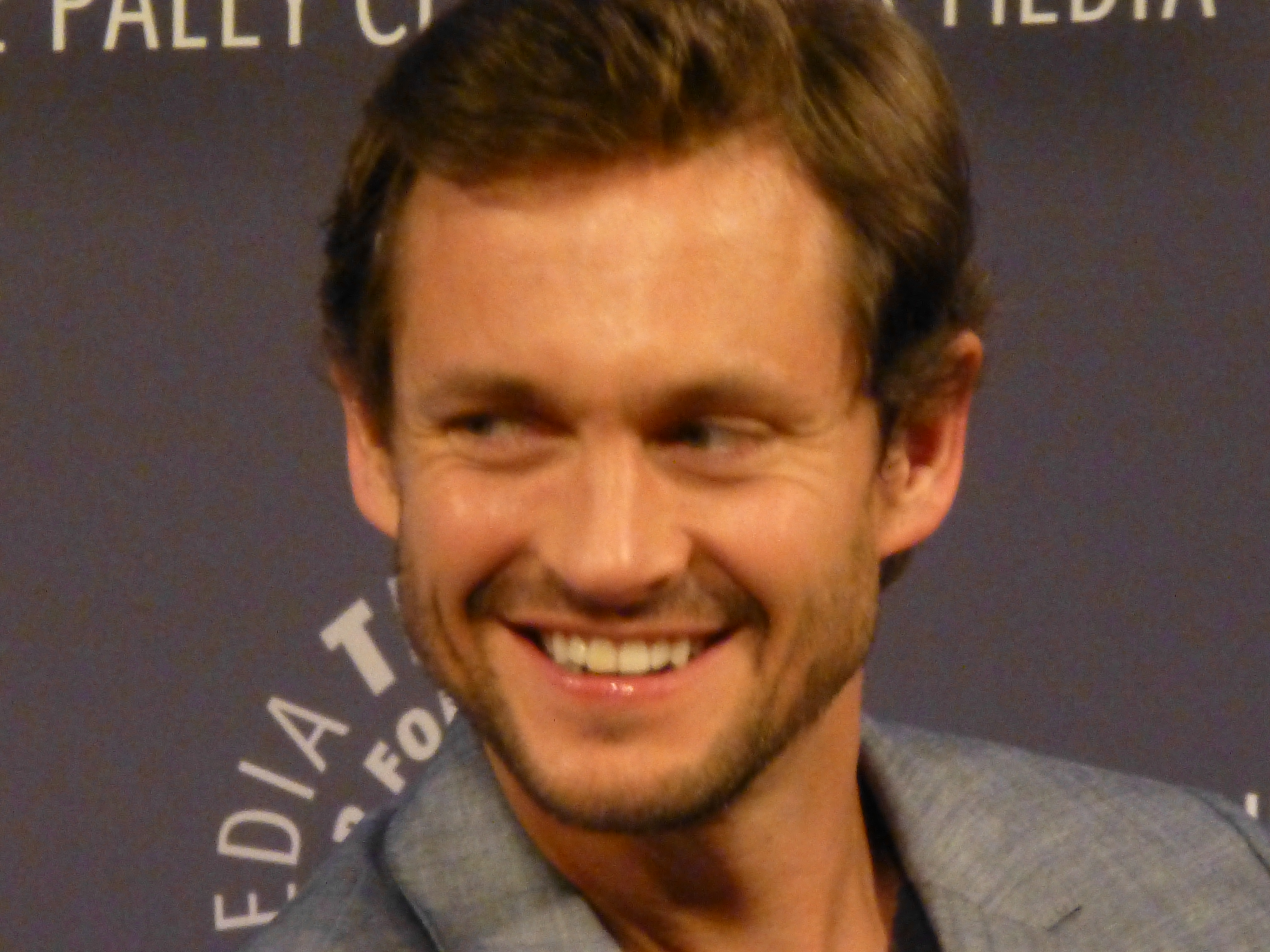
Hugh Dancy interprète l'agent spécial Will Graham
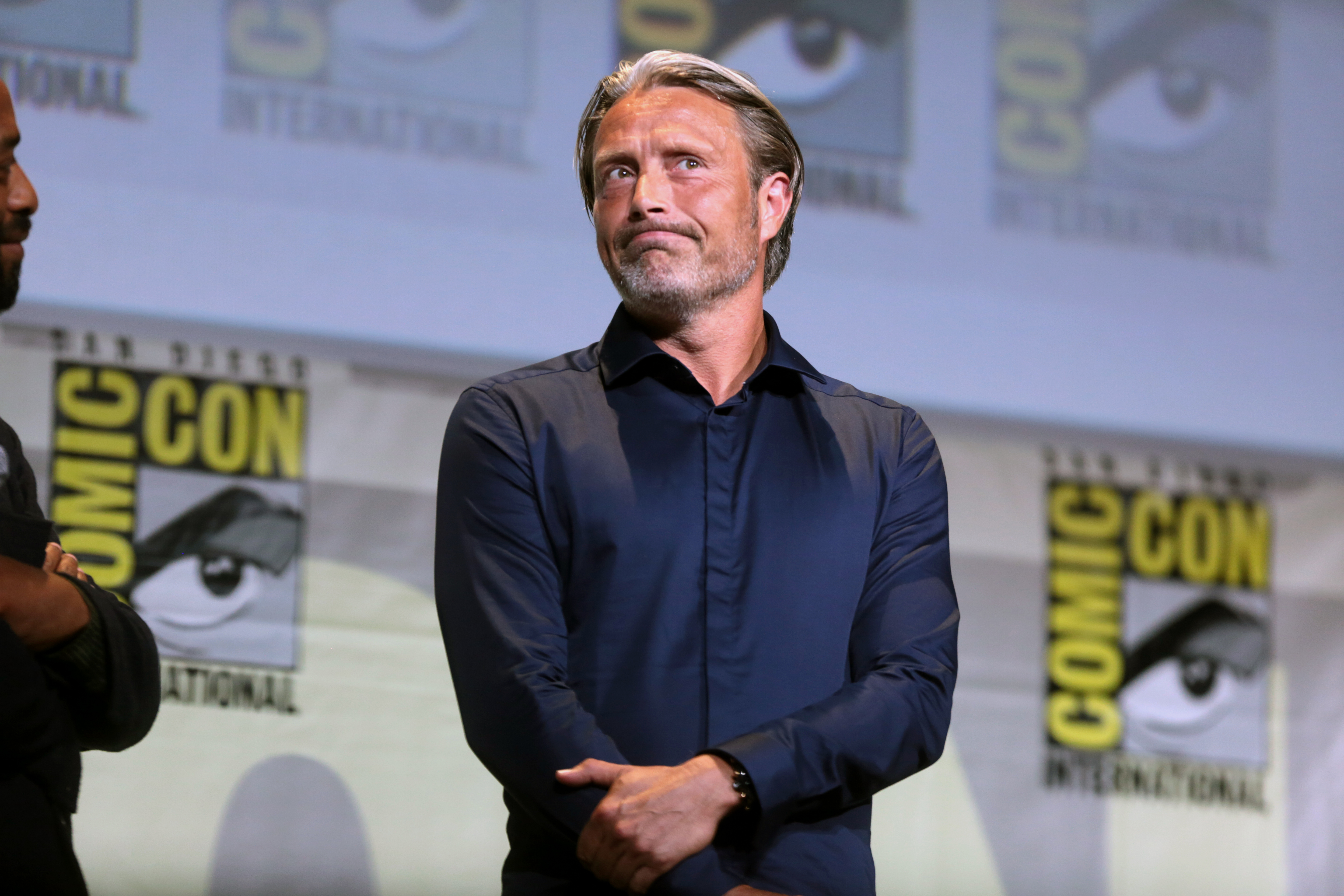
Mads Mikkelsen interprète le Dr Hannibal Lecter
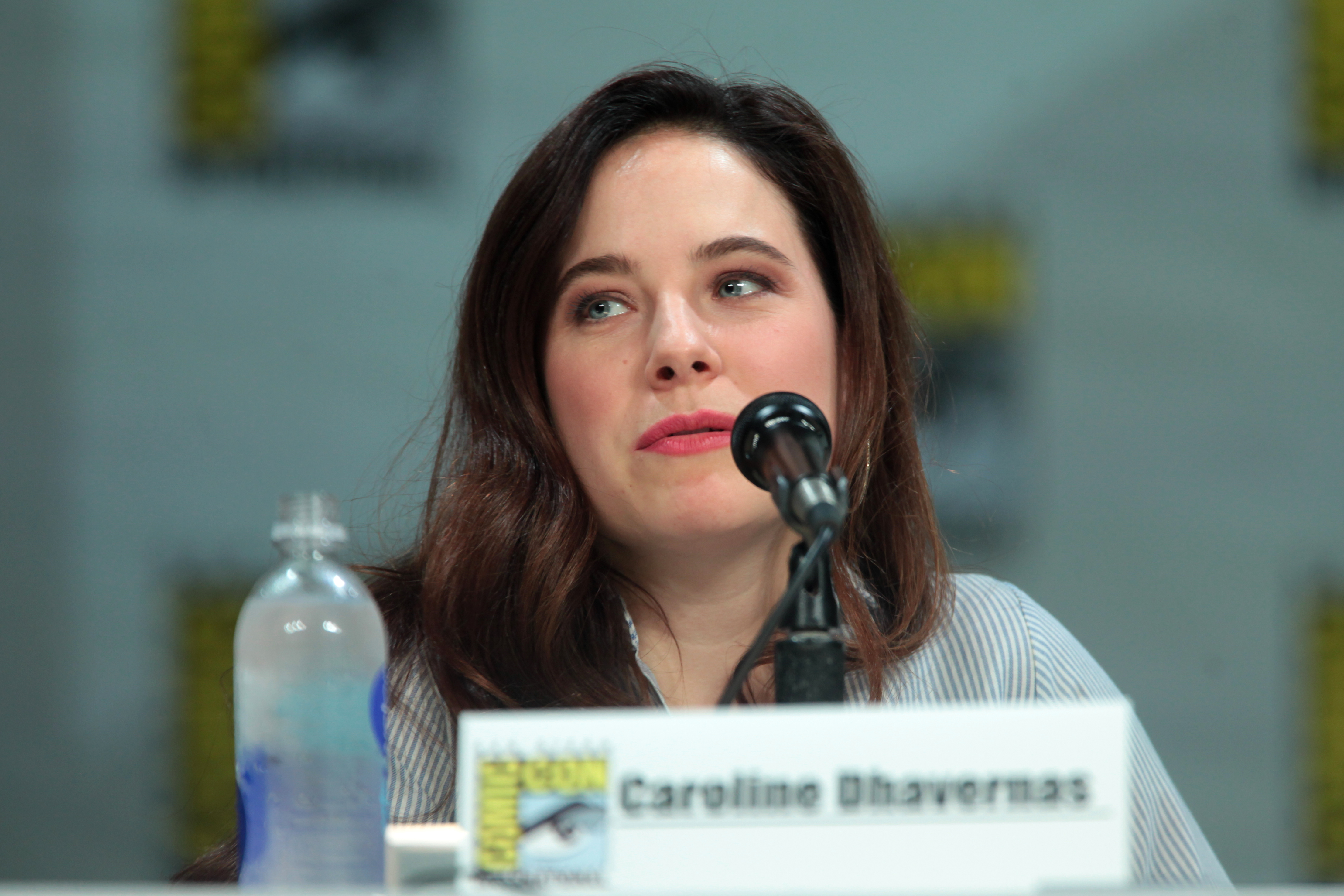
Caroline Dhavernas interprète le Dr Alana Bloom
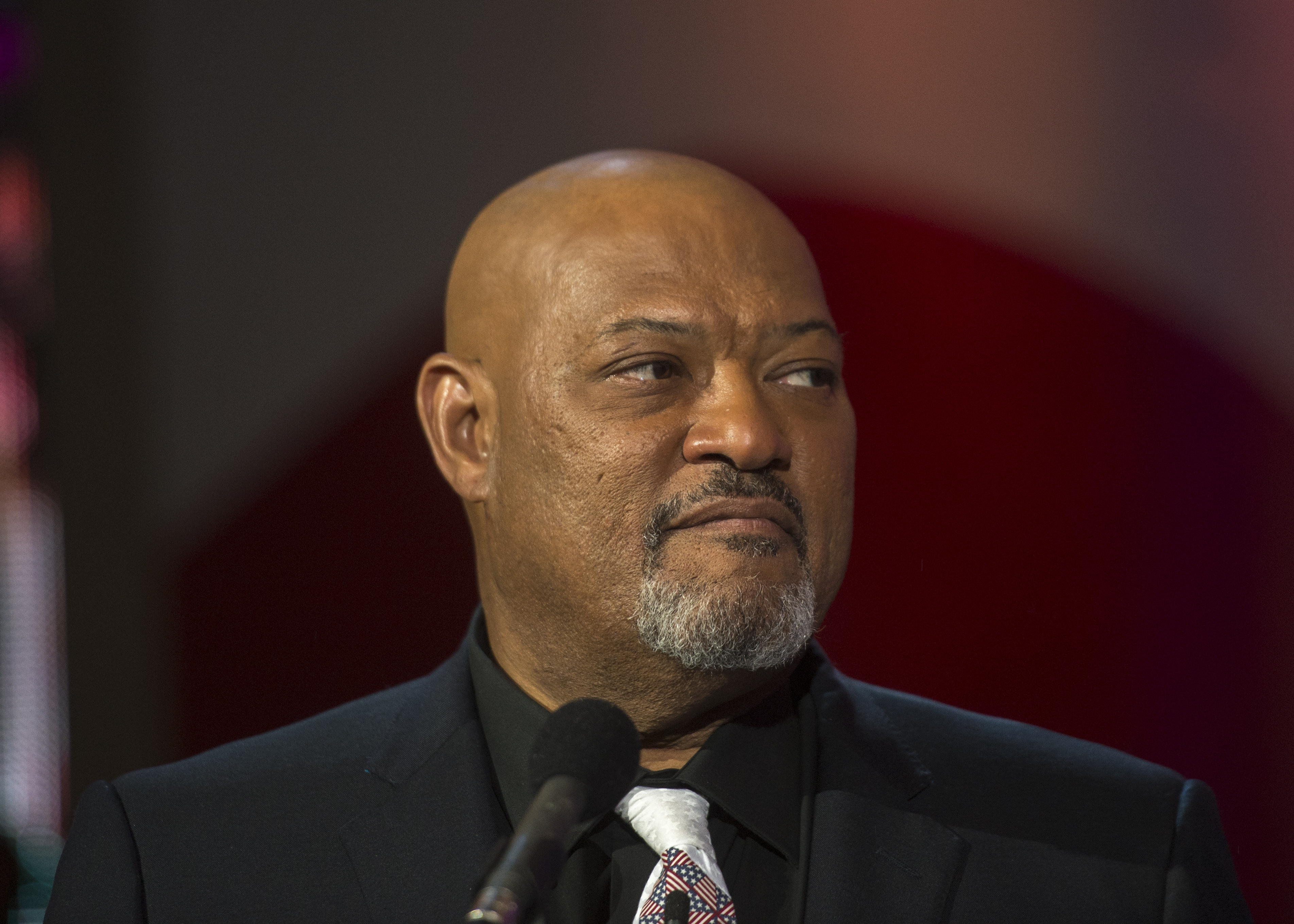
Laurence Fishburne interprète l'agent spécial Jack Crawford
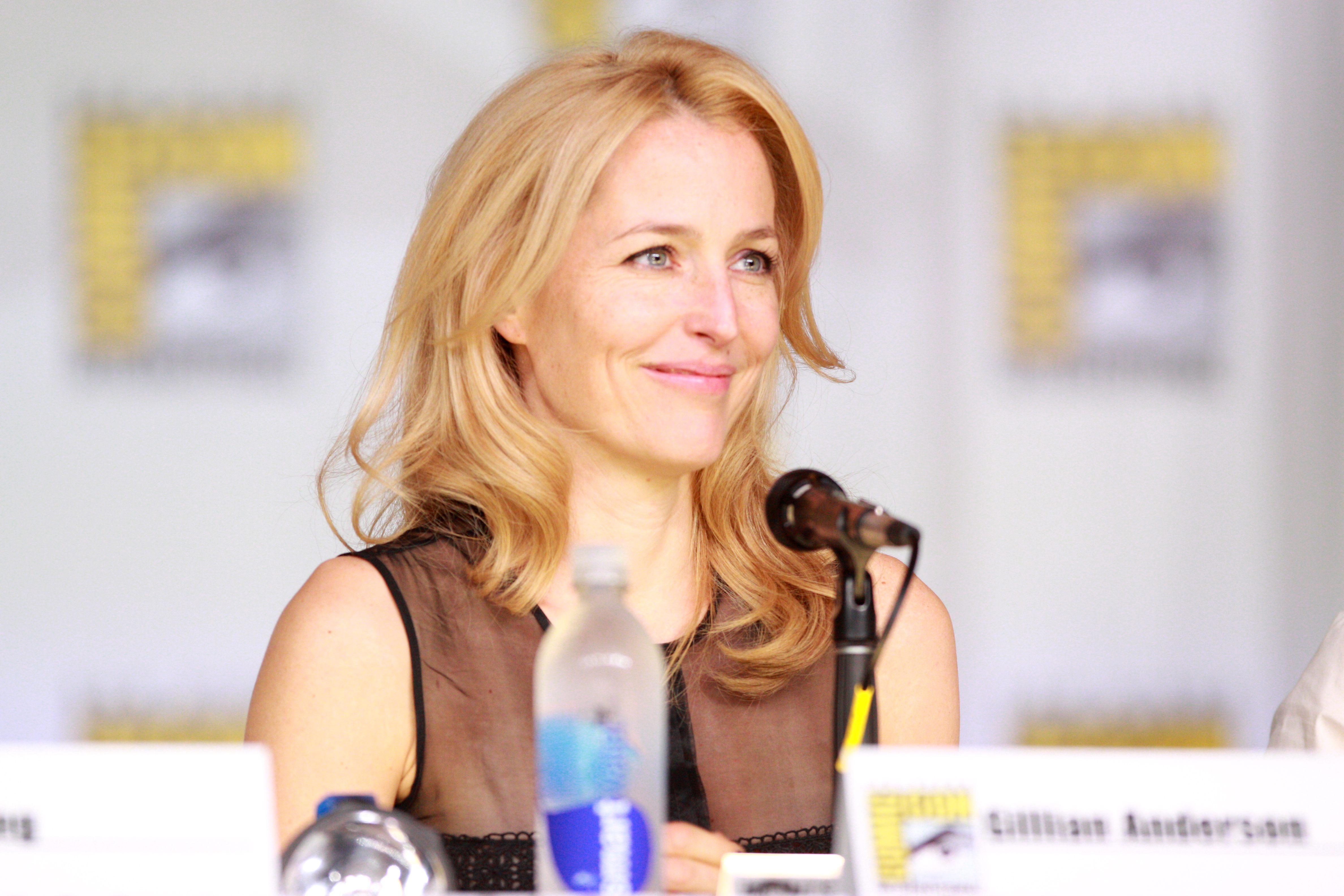
Gillian Anderson interprète le Dr Bedelia Du Maurier
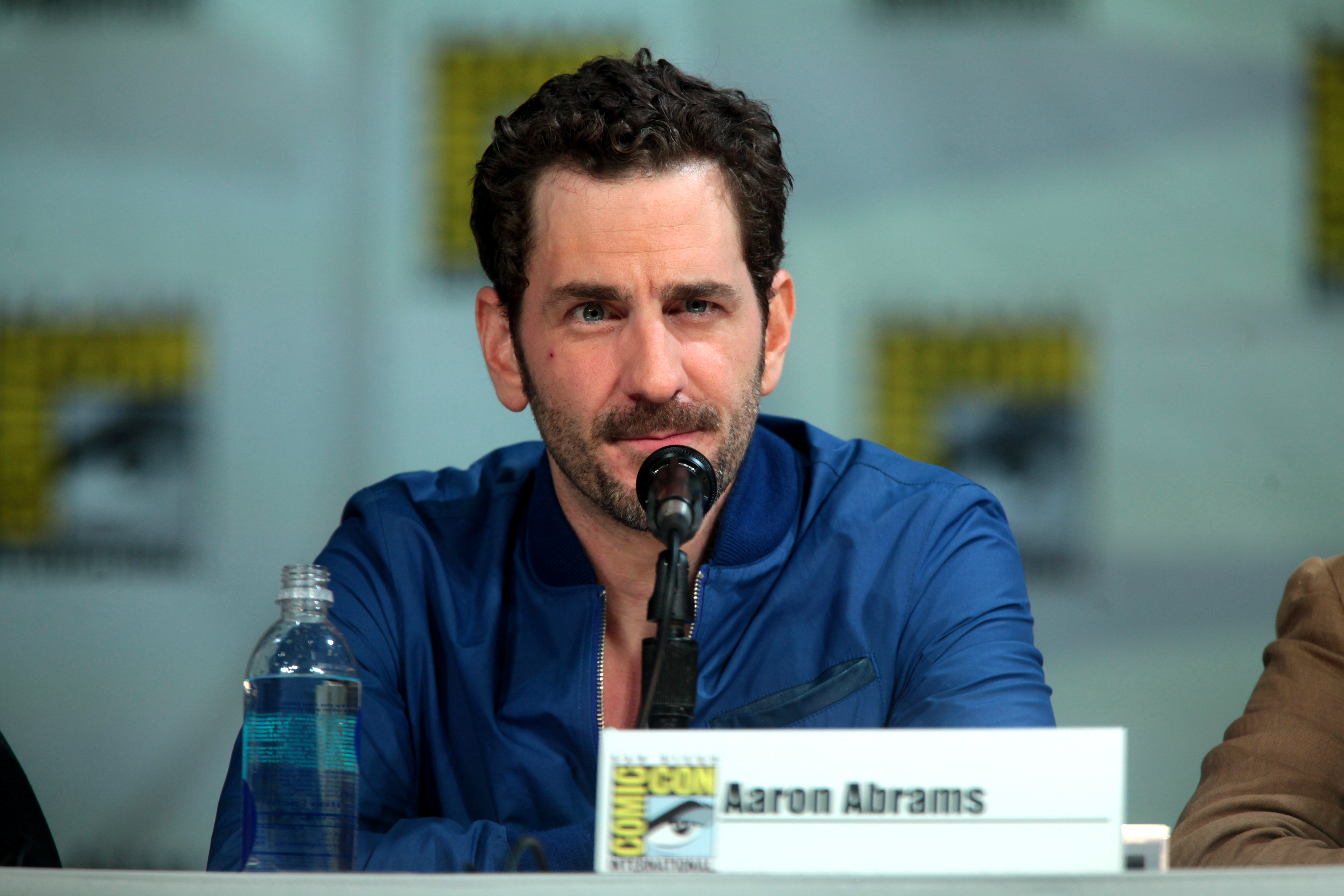
Aaron Abrams interprète Brian Zeller
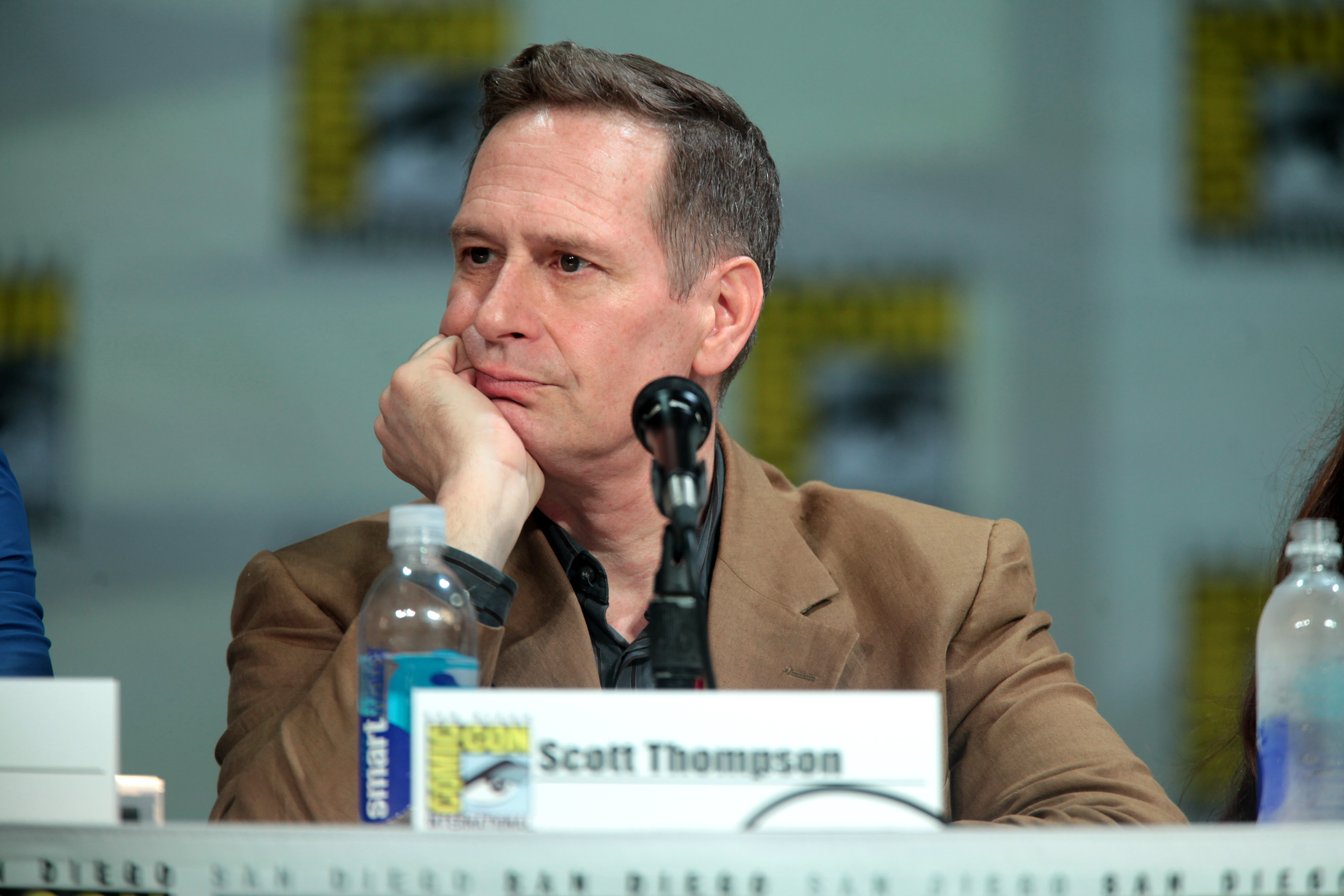
Scott Thompson interprète Jimmy Price

### Acteurs récurrents et invités
- Kacey Rohl (VF : Leslie Lipkins) : Abigail Hobbs
- Vladimir Jon Cubrt (VF : Serge Faliu) : Garrett Jacob Hobbs
- Dan Fogler (VF : Emmanuel Gradi) : Franklin Froideveaux
- Lara Jean Chorostecki (VF : Sandra Valentin) : Fredricka « Freddie » Lounds
- Raúl Esparza (VF : Thierry Kazazian) : Dr Frederick Chilton
- Gina Torres (VF : Anne O'Dolan) : Bella Crawford, la femme de Jack Crawford
- Eddie Izzard (VF : Michel Dodane) : Dr Abel Gideon (saisons 1 et 2)
- Anna Chlumsky (VF : Laura Zichy) : Miriam Lass (saison 1 et 2)
- Cynthia Nixon (VF : Marie-Frédérique Habert) : Kade Purnelle (saison 2)
- Katharine Isabelle (VF : Marie-Eugénie Maréchal) : Margot Verger (saison 2 et 3)
- Michael Pitt (saison 2) puis Joe Anderson (saison 3) (VF : Mathias Casartelli) : Mason Verger (saisons 2 et 3)
- Tao Okamoto (VF : Claire Beaudoin) : Chiyoh (saison 3)
- Richard Armitage (VF : Stéphane Ronchewski) : Francis Dolarhyde (saison 3)
- Zachary Quinto : un patient du Dr Bedelia du Maurier (saison 3)
- Fortunato Cerlino (VF : Mathieu Buscatto) : Rinaldo Pazzi (saison 3)
- Glenn Fleshler (en) (VF : Pascal Casanova) : Dr Cordell Doemling (saison 3)
- Nina Arianda (VF : Valérie Decobert) : Molly Graham (saison 3)
- Rutina Wesley (VF : Sophie Riffont) : Reba McClane (saison 3)

## Production

### Développement
Le développement de la série a débuté en novembre 2011. Katie O'Connel  propose à son ami de longue date, Bryan Fuller (qui avait déjà servi comme écrivain et producteur sur la série Heroes de NBC) d'écrire un  premier script, en novembre. La chaîne donna à la série des consignes de budget avant que Bryan Fuller n'ait fini son scénario. NBC a commandé directement 13 épisodes en février 2012, décision basée uniquement sur la force du script. 
David Slade, qui avait déjà réalisé l'épisode pilote de la série de NBC Awake, dirige le premier épisode, et en est le producteur exécutif.
Le 13 mai 2012, NBC a annoncé que la série sera diffusée à la mi-saison.
Le 25 mai 2012, la chaîne Lifetime annonce le développement d'une préquelle du Silence des agneaux développée par MGM, « suivant les exploits de la jeune Clarice Starling peu après son diplôme de l'académie du FBI ». Ce projet, n'ayant pas abouti, n'a aucun lien avec la série Hannibal de NBC.
Le 22 juin 2015, malgré un accueil critique globalement très positif, les audiences en baisse constante à chaque saison conduisent NBC à annuler la série,, mais les épisodes produits ont tous été diffusés.

Photos des principaux créatifs au San Diego Comic-Con 2014
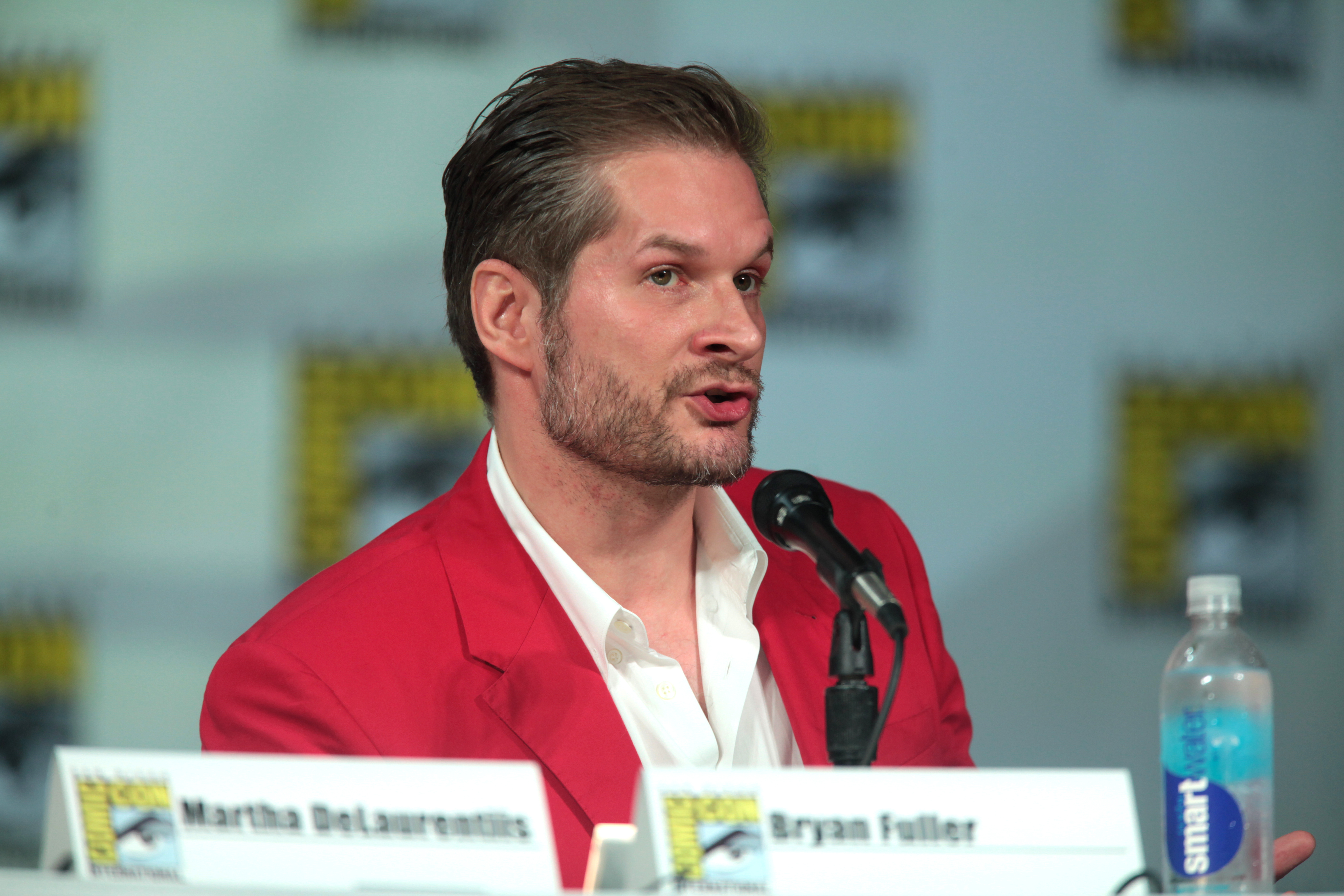
Le créateur de la série, Bryan Fuller.
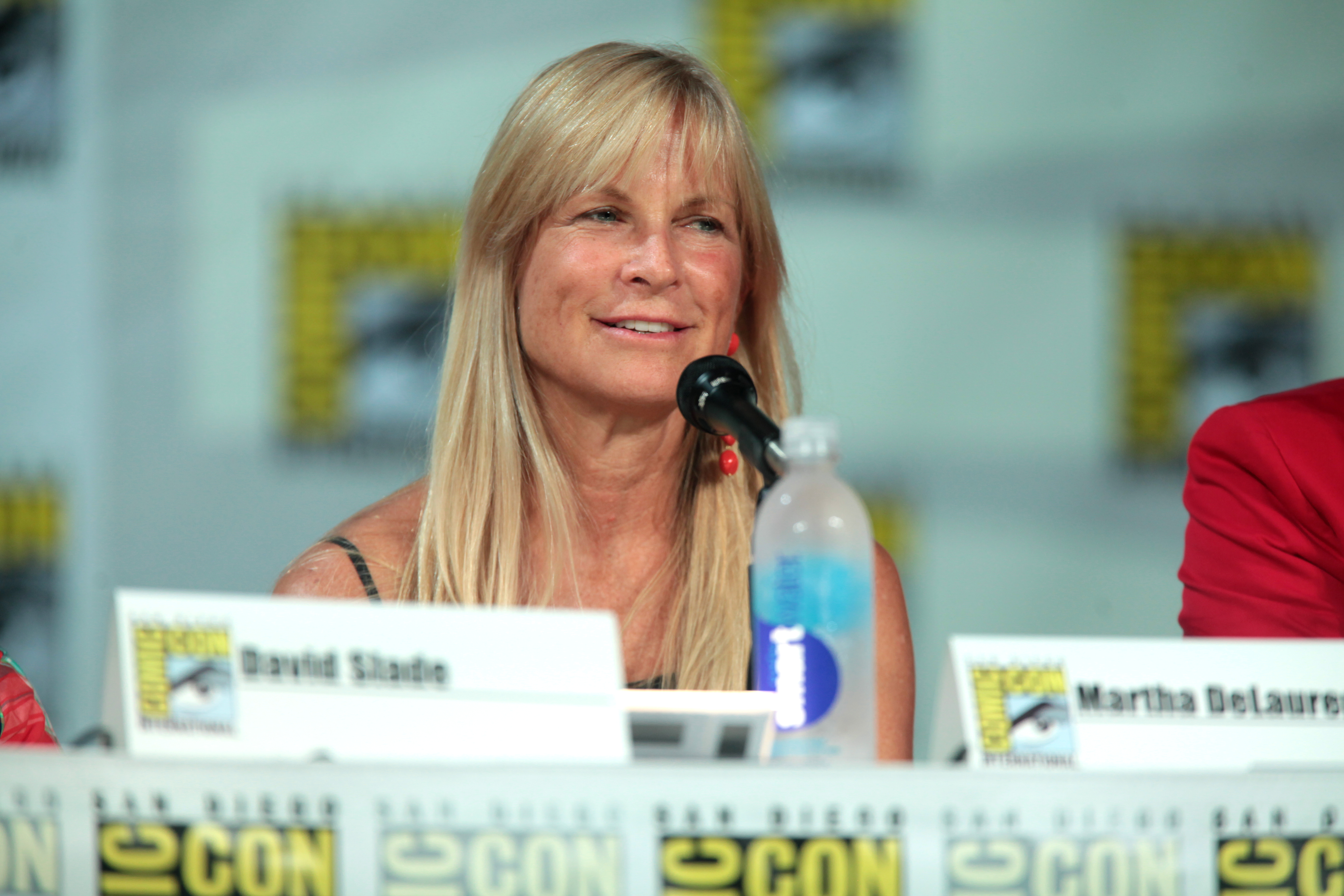
La productrice Martha De Laurentiis.
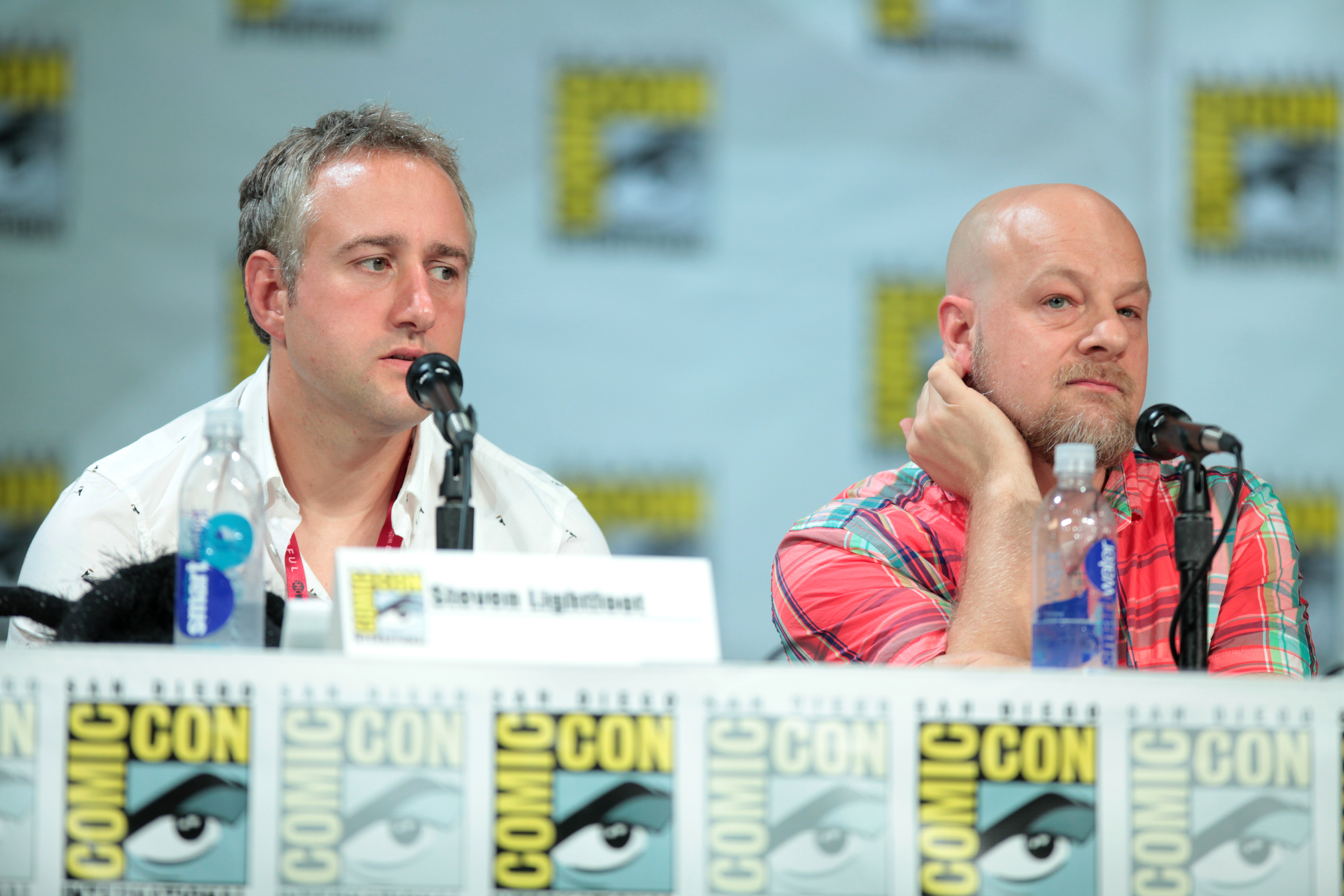
Le scénariste Steven Lightfoot et le réalisateur David Slade.

### Attribution des rôles
Les rôles ont été attribués dans cet ordre : Hugh Dancy, Mads Mikkelsen, Laurence Fishburne, Caroline Dhavernas, Lara Jean Chorostecki, Scott Thompson, Chelan Simmons, Ellen Greene, Molly Shannon, Gina Torres, Eddie Izzard, Raúl Esparza, Anna Chlumsky et Gillian Anderson.
En janvier 2013, Lance Henriksen est annoncé en tant qu'invité, puis Ellen Muth. 
Plusieurs des acteurs de la série avaient déjà travaillé avec Fuller auparavant, dont Caroline Dhavernas, qui avait le rôle principal dans Wonderfalls, ainsi que Gina Torress, Ellen Greene et Raul Esparza, qui avaient joués dans la série Pushing Daisies. 
Parmi les rôles annoncés pour la deuxième saison : Cynthia Nixon, Martin Donovan et Amanda Plummer.
Dans la troisième saison, le personnage de Francis Dolarhyde sera interprété par Richard Armitage. Michael Pitt décide de ne pas reprendre le rôle de Mason Verger, et est donc remplacé par Joe Anderson . Zachary Quinto est choisi pour incarner le patient du Dr du Maurier qui l'a agressé .

### Fiche technique
- Scénariste du pilote : Bryan Fuller
- Réalisateur du pilote : David Slade[32]
- Producteurs exécutifs : Katie O'Connell, Martha De Laurentiis, Sara Colleton et Jesse Alexander
- Société de production : Gaumont International Television
- Distribution des rôles(série) : Cami Patton, C.S.A.
- Distribution des rôles : Tina Gerussi
- Version française : Symphonia Films

## Épisodes

### Première saison (2013)
Les titres des épisodes sont en français dans la version originale, utilisant le vocabulaire de la cuisine française.
1. Apéritif
2. Amuse-bouche
3. Potage
4. Œufs
5. Coquilles
6. Entrée
7. Sorbet
8. Fromage
9. Trou Normand
10. Buffet Froid
11. Rôti
12. Relevés
13. Savoureux

### Deuxième saison (2014)
Le 30 mai 2013, la série a été renouvelée pour une seconde saison de 13 épisodes diffusée depuis le 28 février 2014.
Cette fois-ci, les titres originaux des épisodes correspondent à certains des plats de la cuisine kaiseki, une des formes traditionnelles de la cuisine japonaise.
1. Kaiseki
2. Sakizuke
3. Hassun
4. Takiawase
5. Mukozuke
6. Futamono
7. Yakimono
8. Su-zakana
9. Shiizakana
10. Naka-choko
11. Ko no mono
12. Tome-wan
13. Mizumono

### Troisième saison (2015)
Le 9 mai 2014, la série a été renouvelée pour une troisième saison prévue pour le 4 juin 2015. Les producteurs ont annoncé lors du San Diego Comic Con que les épisodes seraient nommés cette fois-ci d'après la cuisine italienne.
Dans cette troisième saison, de nouveaux personnages feront leur apparition : le Commander Pazzi (épisode 2), Chiyoh (épisode 3), Cordell (épisode 4) et Francis Dolarhyde (épisode 8).
1. Antipasto
2. Primavera
3. Secondo
4. Aperitivo
5. Contorno
6. Dolce
7. Digestivo
8. Le Grand Dragon rouge (The Great Red Dragon)
9. ... Et la femme vêtue du soleil (…And the Woman Clothed with the Sun)
10. ... Et la femme vêtue de soleil (…And the Woman Clothed in Sun)
11. ... Et la bête de la mer (...And the Beast from the Sea)
12. Le Nombre de la bête est 666 (The Number of the Beast is 666)
13. La Colère de l'agneau (The Wrath of the Lamb)

## Diffusion
Le quatrième épisode de la saison 1, Œufs, a été jugé sensible à la suite des attentats du marathon de Boston survenus le 15 avril 2013, et n'a pas été diffusé à la télévision aux États-Unis. Par la suite, six extraits de cet épisode totalisant une vingtaine de minutes ont été rendus disponibles en ligne au Canada et aux États-Unis.

## Accueil

### Audiences
Le 4 avril 2013, NBC diffuse l’épisode pilote qui parvient à rassembler 4,36 millions de téléspectateurs avec un taux de 1,6 % sur les 18 / 49 ans, la cible prisée des annonceurs, ce qui constitue un lancement décevant . Le second épisode réunit quant à lui 4,38 millions de téléspectateurs et un taux de 1,7 % sur les 18-49 ans. Cependant les audiences s’érodent au fil des épisodes pour réunir près de 3 millions de téléspectateurs.

### Réception critique
La série a reçu une majorité de critiques positives. L'agrégateur de critiques Metacritic accorde à la première saison le score de 69 / 100, basé sur 32 critiques et en France, Allociné affiche une note de 4,1 sur 5.
En général, la qualité de la réalisation a été grandement appréciée, ainsi que la performance des acteurs, en particulier l'interprétation de Mads Mikkelsen,,,,,. Aux États-Unis, Variety écrit que Hannibal est « le drame le plus savoureux qu'un réseau a introduit depuis un bout de temps, », The New York Post ajoute que la série est « le programme le plus beau de tous ceux produits et diffusés sur un réseau, avec un certain nombre de scènes qui sont purement et simplement à couper le souffle, » et le Chicago Sun-Times conclut que « Hannibal est un drame obsédant et captivant qui aurait habituellement sa place sur le câble. Remarquablement exécuté, il est fait pour que le spectateur en demande toujours plus, ». Un analyste du site The A.V. Club écrit que la série agit comme un correcteur à la violence « gratuite » de beaucoup de séries télévisées actuelles et elle « restaure le sérieux nécessaire à ce genre qui en avait besoin depuis longtemps... Hannibal s'intéresse à la mort et au meurtre comme des moyens de se poser certaines questions sur la vie elle-même. Lorsqu'elle ne fonctionne pas comme un drame policier, elle se transforme en un thriller sur un tueur en série, mais elle est aussi, étonnamment, une série profonde traitant de la psychiatrie et de l'esprit humain »,. La qualité de la réalisation de Hannibal, son esthétisme et son environnement graphique ont aussi été salués par la critique, qui ont analysé l'utilisation des jeux de lumières et de couleurs, ainsi que les lignes de forces récurrentes au cours des épisodes,.
Certaines critiques négatives regrettent cependant le scénario, ainsi que « des dialogues loin d'être mémorables et des personnages aberrants »,. The Boston Globe qualifie la série de nauséabonde et dépressive, ajoutant qu'elle est « choquante, horrible et, finalement, creuse ».

### Accusations de violence graphique
Le 29 avril 2013, après avoir diffusé quatre épisodes, l'affilié NBC KSL-TV de Salt Lake City, contrôlé par un groupe religieux mormon, a décidé de ne plus diffuser la série à la suite de plaintes de son auditoire à cause de son extrême violence.

## Récompenses
- Saturn Awards 2014 : 
  - Meilleure série diffusée sur les réseaux nationaux
  - Meilleur acteur de télévision pour Mads Mikkelsen
- Saturn Awards 2015 : 
  - Meilleure série diffusée sur les réseaux nationaux
  - Meilleur acteur de télévision pour Hugh Dancy
  - Meilleur acteur de télévision dans un second rôle pour Laurence Fishburne
- Saturn Awards 2016 : Meilleur acteur de télévision dans un second rôle  pour Richard Armitage